# Montañana (Zaragoza)
Montañana (Montanyana, en aragonés) es un barrio rural situado al norte de la ciudad de Zaragoza.
Está regido por una Junta Vecinal.
Está a una altitud de entre 202 y 218 m s. n. m. y dista unos 5 km del centro de Zaragoza. Está localizado en el eje del río Gállego, que linda con el barrio de Santa Isabel, Peñaflor de Gállego y el municipio de Villamayor de Gállego. Destaca por su fábrica de papel "La Montañanesa". Su casco antiguo se sitúa en la parte alta del barrio en torno la iglesia de Nuestra Señora del Rosario y su casco urbano va siguiendo la carretera, que llaman avenida y es una de las más largas de Europa, ya que tiene casi 7 kilómetros de longitud.

## Topónimo
Su topónimo parece derivar de un nombre romano, Montanus, y se cita en la documentación por primera vez en 1176 al referirse a un tal Don Arremón de Montañana.

## Reseña
Es un barrio rural con una eminente tradición agrícola.
Su riqueza agrícola se basa en cultivos extensivos, pero no fue siempre así, ya que hasta mediados del siglo XX, tuvo una especial preponderancia el cultivo de cerezas, dando lugar a una variedad propia conocida como "Masto de Montañana", producto de injertos de diferentes variedades.

## Historia
Se sabe, que en época romana, el territorio que comprende en la actualidad Montañana, era un diseminado de casas y fincas extendidas a lo largo de la desembocadura del río Gállego y de las huertas aledañas. Además, en este mismo punto, existía el antiguo poblado de Mamblas (del latín, Mammulas). Lo que hace difícil fijar el origen de Montañana y su unidad territorial.
Parece ser, que el inicio de la población de Montañana tuvo lugar a mediados del siglo XII, cuando las estructuras sociales de Zaragoza empezaron a cambiar, y el predominio de los caballeros feudales fue cediendo frente a las clases burguesas y labradoras. En la Edad Media este conjunto de casas y fincas pertenecía al gran alfoz o término de Zaragoza y tenía unas huertas regadas por las acequias del Gállego, como la acequia Urdana, consideradas durante siglos como las mejores de la zona.
Por otro lado, en 1176 se cita a un señor llamado Don Arremón de Montañana, no obstante, como término zaragozano propiamente dicho no será hasta pasado el siglo XVI cuando conste la unidad territorial de este núcleo. Existe un documento de 1362 que se refiere ya a la antigua iglesia de la zona, llamada entonces iglesia de San Juan del Puente.
En 1138 fue promulgada la carta de colonización de la ciudad que en 1172 afectó al territorio de Montañana. Alcanzó especial relevancia a finales del siglo XV y a principios del siglo XVI. De esa época data la construcción de la actual iglesia parroquial de Nuestra Señora del Rosario, aunque fue sometida a varias reformas en el siglo XIX.
Se sabe que en 1849, con motivo de una Visita Pastoral, el entonces párroco de Montañana, Antonio Casanova, dio un informe explicando que este pequeño municipio se componía de diferentes casetas, ventas, dos molinos y torres, algunas de ellas a más de dos horas del templo parroquial, dedicado ya a Ntra. Sra. del Rosario y que todo ello estaba situado en terreno llano y de regadío. Reflejando que Montañana poseía un núcleo de población muy disperso.
Este núcleo de población dispersa pasó a depender administrativamente de Zaragoza en 1860 y en el último tercio del siglo XIX se inició el proceso de su industrialización, ya que en 1865 se fundó lo que en la actualidad es la fábrica "La Montañanesa" influyendo en el desarrollo industrial del barrio y de Zaragoza.

### Leyenda del Bastardo o Lacuerco de Montañana
Fuente: Leyendas del Aragón demonio - Joan Rosell

La historia transcurre antes de la Guerra Civil. Una mañana en la que un pastor caminaba por los campos de Montañana, observó entre las ruinas de una antigua casa una descomunal serpiente gorda y peluda de 8 metros de largo. Según comentarios locales, la serpiente tenía más de 100 años y ya había sido vista en localidades como Alfajarín.
El hombre huyó aterrorizado y al poco tiempo los niños recién nacidos empezaron a enfermar y a morir desnutridos adoptando un color entre amarillo y morado. El Lacuerco se introducía por las noches en las casas donde había una madre, las hipnotizaba y mamaba su leche mientras introducía su cola en la boca del bebe para que no llorase. A medida que el niño chupaba, este se iba envenenaba más y más.

## Demografía
| Evolución demográfica de Montañana | Evolución demográfica de Montañana | Evolución demográfica de Montañana | Evolución demográfica de Montañana | Evolución demográfica de Montañana | Evolución demográfica de Montañana | Evolución demográfica de Montañana | Evolución demográfica de Montañana | Evolución demográfica de Montañana | Evolución demográfica de Montañana | Evolución demográfica de Montañana | Evolución demográfica de Montañana | Evolución demográfica de Montañana | Evolución demográfica de Montañana | Evolución demográfica de Montañana |
| ---------------------------------- | ---------------------------------- | ---------------------------------- | ---------------------------------- | ---------------------------------- | ---------------------------------- | ---------------------------------- | ---------------------------------- | ---------------------------------- | ---------------------------------- | ---------------------------------- | ---------------------------------- | ---------------------------------- | ---------------------------------- | ---------------------------------- |
| Año                                | 1849                               | 1875                               | 1991                               | 2008                               | 2009                               | 2010                               | 2011                               | 2012                               | 2013                               | 2014                               | 2015                               | 2016                               | 2017                               | 2018                               |
| Habitantes                         | 700                                | 2000                               | 3232                               | 3272                               | 3333                               | 3385                               | 3345                               | 3384                               | 3354                               | 3332                               | 3298                               | 3268                               | 3250                               | 3285                               |

## Iglesia de Nuestra Señora del Rosario

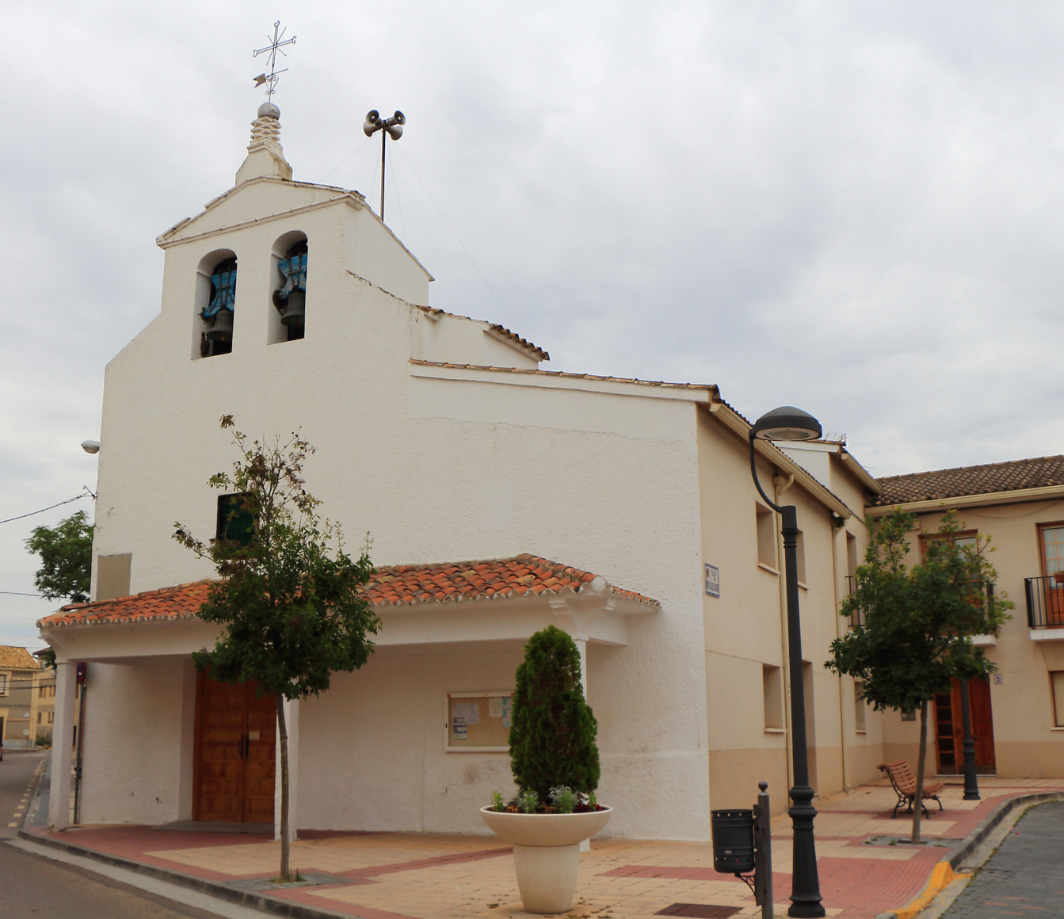
Iglesia de Nuestra Señora del Rosario.

La iglesia de este barrio está dedicada a Ntra. Sra del Rosario. Parece que las primeras inscripciones son de 1439, aunque está muy desvirtuada por la ampliación de la misma que se hace a mediados del siglo XIX. Es de estilo gótico y neoclásico.
A petición del párroco y del alcalde pedáneo del barrio en 1851 se solicitaba la ampliación del templo por el notable incremento de la población. El proyecto fue redactado por el arquitecto José de Yarza Miñana consistente en la ampliación del templo por la cabecera casi el doble de su longitud y a igual altura y abovedamiento de lunetos. El proyecto era aprobado por la Real Academia de Nobles y Bellas Artes de San Luis en julio de 1851. En esta documentación se cita como la "Iglesia Parroquial de San Juan de Montañana".
Su planta es de una sola nave, sin capillas. Consta de cuatro tramos, correspondiendo los tres de los pies al templo mudéjar original. Dos de ellos se cubren con bóveda de crucería simple y el tercero, que en origen debió ser la cabecera, con bóveda de terceletes. Las nerviaciones de las bóvedas descansan en ménsulas con escudos cuartelados. En 1851 se ampliaba al recinto construyendo una nueva cabecera, de planta cuadrada con cúpula rebajada sobre y un tramo de presbiterio profundo y cubierto por cañón.
Exteriormente el edificio está totalmente desvirtuado y responde en buena parte a reformas decimonónicas. Los muros están revocados con numerosas edificaciones adosadas, y el acceso es a través de un pórtico sobre el que se eleva la espadaña con campanas. Se trata de una edificación tardogótica de comienzos del siglo XVI con una importante reforma y ampliación decimonónica.
Conserva un púlpito de yeso de fines del siglo XVIII. Se conservaba también una valiosa imagen de Santa Bárbara, procedente del arco de Dormer, de Zaragoza, hermosa talla en piedra que fue vendida o empeñada.

## Papelera "La Montañanesa"

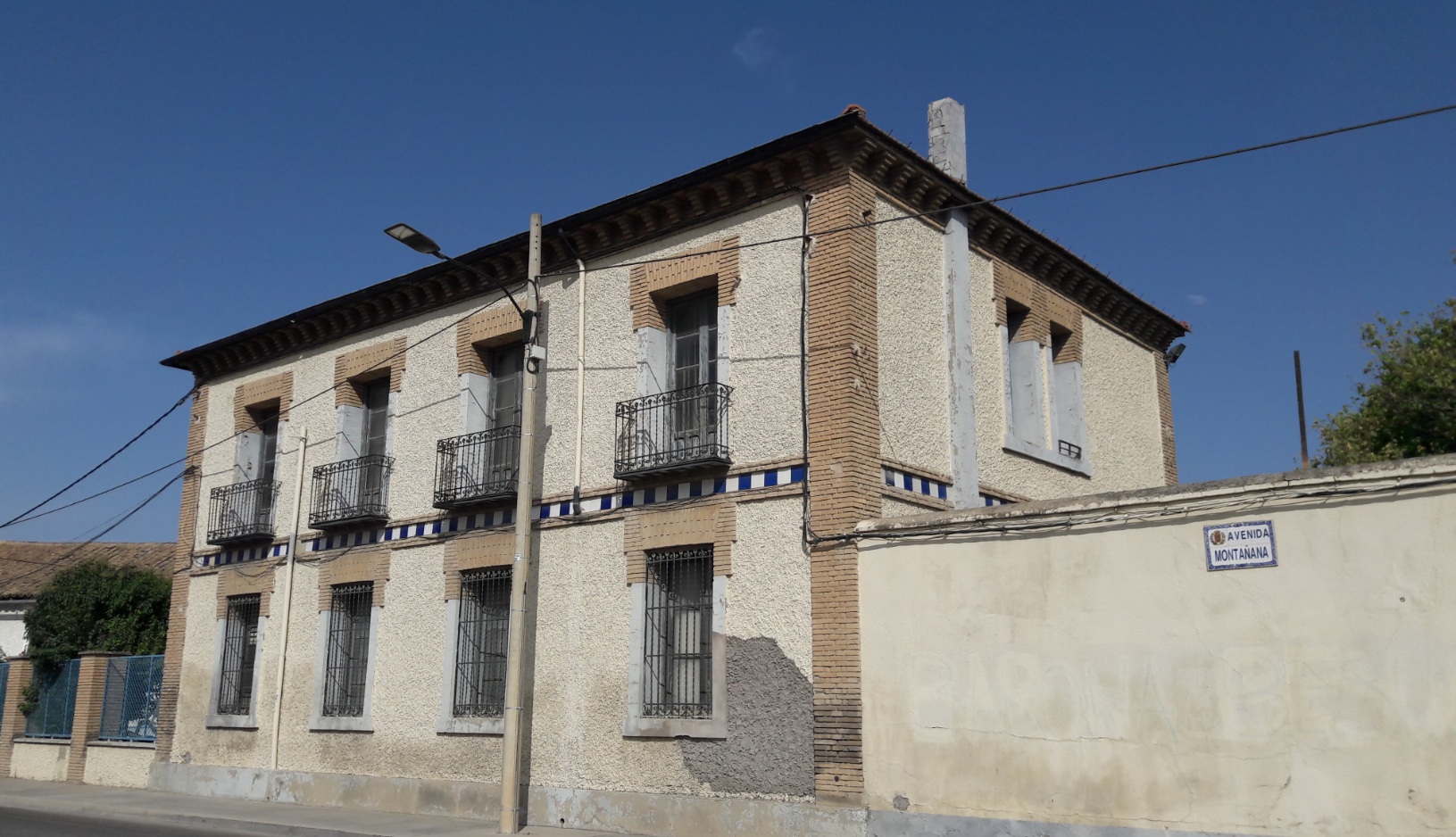
Casa del Director de la antigua fábrica papelera La Montañanesa.

La fábrica de papel conocida como La Montañanesa. Fue fundación en 1868 bajo la razón social "Sorogoyen y Compañía", cambiada más tarde por la de "Villarroya y Compañía", y transformada en 1900 en Sociedad Anónima con la denominación "La Montañanesa", con Francisco Villarroya de presidente. Las instalaciones, muy reformadas y en activo, poseen algunas estructuras originales,
La Montañanesa es una histórica industria aragonesa que lleva en funcionamiento de forma ininterrumpida desde sus orígenes, si bien bajo diferentes propietarios y denominaciones. Aunque las instalaciones productivas originales se encuentran completamente renovadas, sí se conserva la que fuera antigua vivienda del director de la fábrica, posteriormente utilizada como oficina. Construida a iniciativa de una saga empresarial, los Villarroya-Castellanos, con una fuerte participación en la industrialización de Zaragoza. Los restos de la fábrica original de La Montañanesa son un testimonio que sirve como ejemplo de un periodo clave en el desarrollo industrial de Aragón, concretamente del importante sector papelero. Su interés en la "memoria del trabajo" local está muy arraigado, además, como lugar de trabajo de varias generaciones del núcleo de Montañana.
Perteneciente al grupo Torraspapel.
Su gama de producción incluye el papel estucado, la pasta química dos caras, no estucado y soporte.
En 2016 tenía una capacidad productiva de papel estucado de 249 000 toneladas por año y su producción de celulosa era de 234 000 toneladas por año.
Su capacidad total era de 483 000 toneladas por año.

### Casa del Director
La Casa del Director de la antigua fábrica papelera La Montañanesa está declarada Bien Inventariado del Patrimonio Cultural Aragonés.
La antigua vivienda del director es un inmueble aislado con respecto al resto del conjunto, puede datarse hacia los años 20 del siglo XX. Desde un punto de vista estilístico, se distingue por su volumen compacto y elegante, así como por diversos elementos en fachada que denotan su inspiración en el modelo de hotel o chalet exento burgués de comienzos de siglo XX, dentro de la arquitectura ecléctica. Sin embargo, la singularidad de este edificio es su naturaleza industrial y su condición de vivienda del director o ingeniero responsable de la fábrica. Si bien en ella no se realizaban estrictamente operaciones industriales, la vivienda del director o ingeniero de una fábrica era una instalación imprescindible en los conjuntos fabriles.
Desde los comienzos de la Revolución Industrial, una característica de las ciudades-factoría o ciudades-industriales era la fuerte jerarquización de espacios, reservándose espacios habitacionales diferenciados para los obreros de la fábrica y para sus responsables técnicos y altos cargos de la factoría; estas últimas viviendas se proyectaban con mayor ambición arquitectónica, con zonas verdes y otra serie de comodidades. En el caso de las antiguas instalaciones de La Montañanesa, nos encontramos con el mismo concepto de jerarquización espacial, con unas viviendas para empleados de más rango y para la Dirección incluidas en el complejo, señalizándose el carácter residencial de esta última. Esta tipología de vivienda patronal en un contexto fabril es un modelo que apenas se ha conservado en la mayoría de los conjuntos industriales históricos de Aragón, conservándose contados ejemplos de la misma en nuestra comunidad autónoma.
Se trata de un inmueble de dos plantas con cubierta a 4 aguas. Aunque de composición sencilla, posee una evidente voluntad de prestancia y una elegante combinación de elementos constructivos y decorativos. Las ventanas están cercadas por una moldura coronada por un remarque de ladrillo a sardinel, dispuesto a modo de arco recto. Las esquinas de la casa están también reforzadas por pilastras de ladrillo y, como elementos horizontales, destacan la línea de imposta con decoración cerámica azul y blanca entre hiladas de ladrillo, que marca la separación de ambas plantas, y el cornisamento con un sencillo alero de ménsulas de ladrillo.

## Entorno natural y lugares de interés

### Parque del Gran Capitán
Es una zona catalogada como LIC (Lugar de Interés Comunitario) con abundante fauna y flora que aprovecha las terrazas fluviales y el soto ribereño a las orillas del río Gállego.  Está ubicado cerca del Ferrocarril de "La Montañanesa" tras la finca "Gran Capitan" donde se encuentran diversas instalaciones deportivas y el Centro de Formación Río Gállego Es un lugar privilegiado tanto para la realización de prácticas al aire libre como para la observación de aspectos relacionados con el medio natural y la realización de actividades de educación ambiental.  Este espacio verde consta de mobiliario de descanso, así como juegos infantiles y paneles informativos.

### Pasarela de los Estrechos

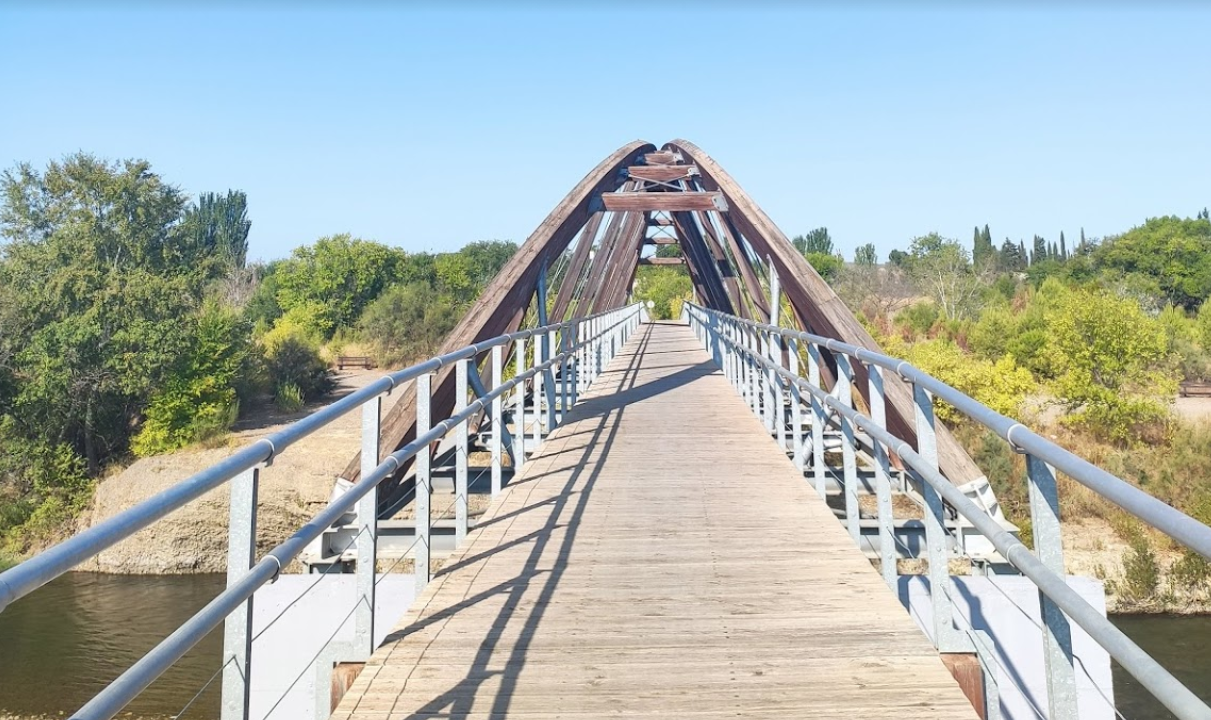
Pasarela de los Estrechos o de San Juan

La Pasarela de los Estrechos, también llamada Pasarela de San Juan, es un puente peatonal sobre el río Gállego entre San Juan de Mozarrifar y Montañana. Pasado el puente el camino se bifurca hacia la Cartuja del Aula Dei o bien hacia el parque del Gran Capitán. Construida a raíz de la Exposición Internacional Zaragoza 2008, formó parte de la inversión del Ministerio de Medio Ambiente de España, a través de la Confederación Hidrográfica del Ebro, en la recuperación de la ribera del río Gállego, a pesar de ser inaugurado el 25 de marzo de 2009, una vez concluida la exposición. Forma parte del plan para el tramo desde el Azud de Urdán, de unos 3 km de longitud.

## Servicios
Pabellón deportivo municipal Montañana en la calle Mayor, 115.
Casa de juventud Montañana en la avenida Montañana, 374
Centro de convivencia para mayores Montañana en la avenida Montañana
Centro municipal de Servicios sociales Montañana en la avenida Montañana, 374
Campo municipal de fútbol Gran Capitán en el camino Torre de los Ajos, 29
Centro de formación ocupacional Río Gállego en el camino Torre de los Ajos, 29

## Festividades
- Fiestas de San Roque: El 16 de agosto.
- Fiestas de Nuestra Señora del Rosario: El 7 de octubre (primer fin de semana de octubre)